# Studený Zejf
Studený Zejf (niem. Kaltseifen) – wieś, część gminy Písečná, położona w kraju ołomunieckim, w powiecie Jesionik, w Czechach.